# Vexx
Vexx es un videojuego creado por Acclaim, para las consolas PlayStation 2, Xbox y GameCube lanzado en 2003. El juego es uno de plataforma en 3D, protagonizado por el personaje del mismo nombre. El objetivo consiste en recolectar corazones mágicos y desbloquear más mundos en donde jugar. Vexx sólo está armado con los guantes de guerra de Astari, los que le dan poder para derrotar a sus enemigos, lo mismo hace para volar y nadar abajo del agua. En 2006 la Canadian Publisher Throwback Entertainment (CPTE) adquirió los derechos de publicidad del mismo Vexx. Throwback Entertainment es el actual creador del nuevo Vexx para la séptima generación de consolas, el lanzamiento de este videojuego para las nuevas consolas es hasta ahora desconocido.
- Datos: Q3009530